# Brug 119
Brug 119 is een vaste brug in Amsterdam-Centrum.
De verkeersbrug is gelegen in de oostelijke kade van de Lijnbaansgracht en overspant de Bloemgracht. Op dit kruispunt van grachten liggen drie bruggen, deze brug, brug 118 (over de Lijnbaansgracht) en de Bullebakssluis over de verlengde Bloemgracht.
De geschiedenis van de brug is nauw verweven met die van brug 118, beide waren al te vinden op een plattegrond van de stad opgemaakt door Joan Blaeu in ongeveer 1649. Op diezelfde kaart stond al enige bebouwing ten westen van de Lijnbaansgracht, maar nog binnen de schansen en later Singelgracht. In 1884 werd opgeleverd een vaste brug ter vervanging van een beweegbare brug. Net als brug 118 was die “nieuwe” brug in 1903 al aan vervanging toen. In 1961 dreigde de brug te verdwijnen, toen werd voorgesteld om de Lijnbaansgracht tussen de Bloemgracht en Rozengracht te overkluizen; het plan kreeg geen vervolg. In 2009 waren er weer werkzaamheden nodig (ook weer samen met brug 118), die twee jaar duurden. In de tussentijd kon door voetgangers en fietsers gebruik gemaakt worden van een metalen noodbrug, die lag op de plek waar nooit een brug heeft gelegen (de vierde plaats op deze kruising).
Ten noordoosten van de brug ligt het gemeentelijk monument Lijnbaansgracht 99/Bloemgracht, een voormalig post- en telegraafkantoor. Ten zuidoosten het rijksmonument Bloemgracht 191.
<<< · 100 · 101 · 102 · 103 ·  105 · 106 · 107 · 108 · 109 ·  110 · 111 · 112 · 113 · 114 · 115 · 116 · 117 · 118 · 119 · 120 · 121 · 122 · 123 · 124 · 125 · 126 · 127 · 128 · 129 · 130 · 131 · 132 · 135 · 136 · 137 · 138 · 139 · 140 · 141 · 142 · 143 · 144 · 145 · 146 · 147 · 148 · 149 ·  150 · 151 · 152 · 155 · 156 · 159 · 160 · 161 · 162 · 163 · 164 · 165 · 166 · 167 · 168 · 169 ·  170 · 171 · 172 · 173 · 174 · 175 · 176 · 177 · 178 · 179 · 180 · 181 · 182 · 183 · 184 · 185 · 186 · 187 · 189 · 190 · 191 · 192 · 193 · 194 · 195 · 196 · 198 · 199 · >>>
Brugnummers 104, 133, 134, 153, 154, 157, 158, 188 en 197 zijn niet (meer) in gebruik.